# Fixsenia ledereri
Fixsenia ledereri är en fjärilsart som beskrevs av Jean Baptiste Boisduval 1848. Fixsenia ledereri ingår i släktet Fixsenia och familjen juvelvingar. Inga underarter finns listade i Catalogue of Life.